# Rajd Nowej Zelandii 1989
Rajd Nowej Zelandii 1989 (20. Rothmans Rally of New Zealand) – 20. Rajd Nowej Zelandii rozgrywany w Nowej Zelandii w dniach 15–18 lipca. Była to siódma runda Rajdowych Mistrzostw Świata w roku 1989. Rajd został rozegrany na nawierzchni szutrowej. Bazą rajdu było miasto Auckland.

## Zwycięzcy odcinków specjalnych[1]
| Etap | Data     | OS | Godzina | Nazwa                 | Długość  | Zwycięzca                                   | Czas  | Śred. pręd  | Lider rajdu     |
| ---- | -------- | -- | ------- | --------------------- | -------- | ------------------------------------------- | ----- | ----------- | --------------- |
| 1    | 15 lipca | 1  | 12:28   | Auckland Domain       | 2,38 km  | Jimmy McRae Kenjiro Shinozuka               | 1:45  | 81,60 km/h  | Jimmy McRae     |
| 1    | 15 lipca | 2  | 13:21   | Riverhead Forest 1    | 14,32 km | Ingvar Carlsson                             | 7:56  | 108,30 km/h | Ingvar Carlsson |
| 1    | 15 lipca | 3  | 14:19   | Kanohi Road           | 12,71 km | Ingvar Carlsson                             | 7:35  | 100,56 km/h | Ingvar Carlsson |
| 1    | 15 lipca | 4  | 14:42   | Walwera Road          | 8,92 km  | Ingvar Carlsson                             | 5:36  | 95,57 km/h  | Ingvar Carlsson |
| 1    | 15 lipca | 5  | 15:55   | Ahuroa Puhoi Road     | 6,69 km  | Ingvar Carlsson                             | 4:35  | 87,58 km/h  | Ingvar Carlsson |
| 1    | 15 lipca | 6  | 16:23   | Kaipara Hills Road    | 16,34 km | Ingvar Carlsson                             | 11:59 | 67,93 km/h  | Ingvar Carlsson |
| 1    | 15 lipca | 7  | 17:16   | Riverhead Forest 2    | 14,32 km | Ingvar Carlsson                             | 8:14  | 104,36 km/h | Ingvar Carlsson |
| 1    | 15 lipca | 8  | 19:04   | Mangere Streets       | 2,02 km  | Kenjiro Shinozuka                           | 1:19  | 92,05 km/h  | Ingvar Carlsson |
|      |          |    |         |                       |          |                                             |       |             | Ingvar Carlsson |
| 2    | 16 lipca | 9  | 10:03   | Manukau City          | 2,20 km  | Rod Millen Ingvar Carlsson                  | 2:01  | 65,45 km/h  | Ingvar Carlsson |
| 2    | 16 lipca | 10 | 10:36   | Twilight Road         | 4,46 km  | Jimmy McRae                                 | 2:32  | 105,63 km/h | Ingvar Carlsson |
| 2    | 16 lipca | 11 | 11:39   | Maramarua Forest 1    | 13,16 km | Ingvar Carlsson                             | 7:35  | 104,12 km/h | Ingvar Carlsson |
| 2    | 16 lipca | 12 | 12:27   | Maramarua Forest 2    | 11,93 km | Ingvar Carlsson                             | 7:17  | 98,28 km/h  | Ingvar Carlsson |
| 2    | 16 lipca | 13 | 13:25   | Old Hill Road         | 13,08 km | Ingvar Carlsson                             | 9:53  | 79,41 km/h  | Ingvar Carlsson |
| 2    | 16 lipca | 14 | 15:33   | Mystery Creek         | 5,52 km  | Ingvar Carlsson                             | 4:47  | 69,24 km/h  | Ingvar Carlsson |
| 2    | 16 lipca | 15 | 16:01   | Maungakawa Road       | 8,41 km  | Ingvar Carlsson                             | 5:46  | 88,54 km/h  | Ingvar Carlsson |
| 2    | 16 lipca | 16 | 16:44   | Pianokui Roiad        | 9,96 km  | Ingvar Carlsson                             | 7:23  | 80,94 km/h  | Ingvar Carlsson |
| 2    | 16 lipca | 17 | 17:57   | Tokoroa NZFP Forest 1 | 16,76 km | Ingvar Carlsson                             | 10:30 | 95,77 km/h  | Ingvar Carlsson |
| 2    | 16 lipca | 18 | 19:25   | Tokoroa NZFP Forest 2 | 19,53 km | Ingvar Carlsson                             | 12:13 | 95,92 km/h  | Ingvar Carlsson |
| 2    | 16 lipca | 19 | 20:28   | Paradise Valley       | 11,20 km | Ingvar Carlsson                             | 5:54  | 113,90 km/h | Ingvar Carlsson |
|      |          |    |         |                       |          |                                             |       |             | Ingvar Carlsson |
| 3    | 17 lipca | 20 | 8:38    | Rotoehu Road          | 8,06 km  | Ingvar Carlsson                             | 4:17  | 112,90 km/h | Ingvar Carlsson |
| 3    | 17 lipca | 21 | 9:01    | Rotoehu Forest        | 25,72 km | Mats Jonsson                                | 16:55 | 91,22 km/h  | Ingvar Carlsson |
| 3    | 17 lipca | 22 | 9:54    | Manawahe Road         | 24,41 km | Ingvar Carlsson                             | 18:22 | 79,74 km/h  | Ingvar Carlsson |
| 3    | 17 lipca | 23 | 11:42   | Motu Road 1           | 22,89 km | Ingvar Carlsson                             | 16:56 | 81,11 km/h  | Ingvar Carlsson |
| 3    | 17 lipca | 24 | 12:15   | Motu Road 2           | 27,14 km | Ingvar Carlsson                             | 26:17 | 61,96 km/h  | Ingvar Carlsson |
| 3    | 17 lipca | 25 | 15:18   | Old Creamer Road      | 6,99 km  | Ingvar Carlsson                             | 4:31  | 92,86 km/h  | Ingvar Carlsson |
| 3    | 17 lipca | 26 | 15:41   | Stanley Road          | 14,70 km | Ingvar Carlsson                             | 11:14 | 78,52 km/h  | Ingvar Carlsson |
| 3    | 17 lipca | 27 | 16:54   | Kawerau Forest        | 20,52 km | Rod Millen                                  | 15:00 | 82,08 km/h  | Ingvar Carlsson |
| 3    | 17 lipca | 28 | 17:32   | Kaingaroa Forest      | 15,20 km | Mats Jonsson                                | 10:18 | 88,54 km/h  | Ingvar Carlsson |
| 3    | 17 lipca | 29 | 17:55   | Rerewhakaaitu Forest  | 15,34 km | Malcolm Wilson                              | 10:19 | 89,21 km/h  | Ingvar Carlsson |
| 3    | 17 lipca | 30 | 18:38   | Waiotapu Forest       | 26,20 km | Malcolm Wilson                              | 16:48 | 93,57 km/h  | Ingvar Carlsson |
|      |          |    |         |                       |          |                                             |       |             | Ingvar Carlsson |
| 4    | 18 lipca | 31 | 7:06    | Rotorua City Streets  | 2,32 km  | Mats Jonsson Malcolm Wilson Ingvar Carlsson | 1:37  | 86,10 km/h  | Ingvar Carlsson |
| 4    | 18 lipca | 32 | 7:29    | Bryce Road            | 11,30 km | Ingvar Carlsson Colin McRae                 | 6:36  | 102,73 km/h | Ingvar Carlsson |
| 4    | 18 lipca | 33 | 8:57    | Taupaki Road          | 17,44 km | Rod Millen                                  | 12:38 | 82,83 km/h  | Ingvar Carlsson |
| 4    | 18 lipca | 34 | 10:00   | Hoddle Road           | 10,29 km | Ingvar Carlsson                             | 6:46  | 91,24 km/h  | Ingvar Carlsson |
| 4    | 18 lipca | 35 | 10:58   | Boddies Road          | 9,76 km  | Ingvar Carlsson                             | 6:54  | 84,47 km/h  | Ingvar Carlsson |
| 4    | 18 lipca | 36 | 12:31   | Mahoe Road            | 32,31 km | Ingvar Carlsson                             | 24:39 | 78,65 km/h  | Ingvar Carlsson |
| 4    | 18 lipca | 37 | 13:34   | Hauturu Road North    | 17,76 km | Rod Millen                                  | 14:48 | 72,00 km/h  | Ingvar Carlsson |
| 4    | 18 lipca | 38 | 14:27   | Pekanui Road          | 16,92 km | Ingvar Carlsson                             | 11:32 | 88,02 km/h  | Ingvar Carlsson |
| 4    | 18 lipca | 39 | 15:05   | Kawhai - Kauroa Road  | 25,77 km | Mats Jonsson Rod Millen                     | 20:22 | 75,92 km/h  | Ingvar Carlsson |
| 4    | 18 lipca | 40 | 15:48   | Te Mata Road          | 12,11 km | Rod Millen                                  | 9:13  | 78,84 km/h  | Ingvar Carlsson |
| 4    | 18 lipca | 41 | 16:26   | Old Mountain Road     | 9,90 km  | Mats Jonsson Rod Millen                     | 7:19  | 81,18 km/h  | Ingvar Carlsson |
| 4    | 18 lipca | 42 | 17:54   | Maramarua Forest 3    | 27,94 km | Malcolm Wilson                              | 17:26 | 96,16 km/h  | Ingvar Carlsson |

| Zwycięzcy OS-ów   | Zwycięzcy OS-ów |
| Kierowca          | Ilość           |
| ----------------- | --------------- |
| Ingvar Carlsson   | 28              |
| Rod Millen        | 7               |
| Mats Jonsson      | 5               |
| Malcolm Wilson    | 4               |
| Jimmy McRae       | 2               |
| Kenjiro Shinozuka | 2               |
| Colin McRae       | 1               |

## Wyniki końcowe rajdu[2]
| Msc. | Kierowca          | Pilot          | Samochód                | Czas    | Strata | Grupa | Punkty |
| ---- | ----------------- | -------------- | ----------------------- | ------- | ------ | ----- | ------ |
| 1    | Ingvar Carlsson   | Per Carlsson   | Mazda 323 4WD           | 6:59.55 | 0.0    | A8    | 20     |
| 2.   | Rod Millen        | Tony Sircombe  | Mazda 323 4WD           | 7:02.37 | +2.42  | A8    | 15     |
| 3.   | Malcolm Wilson    | Ian Grindrod   | Vauxhall Astra GTE      | 7:03.24 | +3.29  | A8    | 12     |
| 4.   | Mats Jonsson      | Lars Bäckman   | Opel Kadett GSI         | 7:04.06 | +4.11  | A8    | 10     |
| 5.   | Colin McRae       | Derek Ringer   | Ford Sierra RS Cosworth | 7:11.35 | +11.40 | A8    | 8      |
| 6.   | Kenjiro Shinozuka | Fred Gocentas  | Mitsubishi Galant VR-4  | 7:22.16 | +22.21 | A8    | 6      |
| 7.   | Ray Wilson        | Stuart Lewis   | Mazda 323 4WD           | 7:23.13 | +23.18 | A8    | 4      |
| 8.   | Saeed Al-Hajri    | Steve Bond     | Ford Sierra RS Cosworth | 7:28.09 | +28.14 | A8    | 3      |
| 9.   | Ross Dunkerton    | Steve McKimmie | Mitsubishi Galant VR-4  | 7:30.08 | +30.13 | A8    | 2      |
| 10.  | Ken Adamson       | Greg Adamson   | Mazda 323 4WD           | 7:33.03 | +33.08 | N4    | 1      |

## Klasyfikacja po 7 rundach
Tabele przedstawiają tylko pięć pierwszych miejsc.

### Kierowcy
| Lp. | Kierowca        | Pkt |
| --- | --------------- | --- |
| 1   | Miki Biasion    | 80  |
| 2   | Didier Auriol   | 50  |
| 3   | Ingvar Carlsson | 40  |
| 4   | Alex Fiorio     | 25  |
| 5   | Stig Blomqvist  | 20  |

### Producenci
| Lp. | Producent | Pkt |
| --- | --------- | --- |
| 1   | Lancia    | 100 |
| 2   | Toyota    | 36  |
| 3   | BMW       | 31  |
| 4   | Audi      | 25  |
| 5   | Mazda     | 24  |